# Bukowczyk
Bukowczyk (niem Buche-Berg) – wzgórze o dwóch wierzchołkach wysokości 381 i 375 m n.p.m. w południowo-zachodniej Polsce, w Obniżeniu Otmuchowskim. Pod względem administracyjnym położone w woj. dolnośląskim, w pow. ząbkowickim.

## Położenie
Wzgórze położone jest na Przedgórzu Sudeckim, w południowo-zachodniej części Obniżenia Otmuchowskiego, w Masywie Brzeźnicy, około 5 km na północny wschód od centrum miejscowości Bardo i około 5 km na południowy zachód od Ząbkowic Śląskich.

## Charakterystyka
Wzgórze jest najdalej na wschód położonym wzniesieniem Masywu Brzeźnicy. Na zachód od niego znajduje się kilka mniejszych, bezimiennych wzniesień, a od reszty Masywu oddziela je Przełęcz Braszowicka, którą przebiega droga Braszowice – Brzeźnica.

## Budowa geologiczna
Bukowczyk zbudowany jest z gabra tworzącego masyw gabrowy Brzeźnicy, natomiast wzniesienia na zachód od niego z serpentynitów, należących do masywu serpentynitowego Braszowic.

## Górnictwo
Na wschodnim zboczu, przy drodze Wrocław-Kłodzko znajduje się czynny kamieniołom gabra.

## Szata roślinna
Wierzchołek i południowe zbocza porastają lasy mieszane, pozostałe zbocza oraz wzgórza na zachód od niego zajęte są przez użytki rolne.